# Ślepy traf
Ślepy traf (ang. Runner Runner) – amerykański thriller z 2013 roku w reżyserii Brad Furman. Wyprodukowana przez 20th Century Fox.
Światowa premiera filmu miała miejsce 4 października 2013 roku. W Polsce premiera filmu odbyła się 18 października 2013 roku.

## Opis fabuły
Zdolny student Uniwersytetu Princeton Richie Furst (Justin Timberlake) traci majątek na giełdzie. Żeby zarobić na ukończenie nauki, zaczyna grać w kasynie internetowym. Tam przegrywa resztę pieniędzy. Odkrywa, że program na stronie stworzono tak, by oszukać użytkowników. Richie jedzie do Kostaryki, by znaleźć właściciela portalu Ivana Blocka (Ben Affleck). Ten, pod wrażeniem odwagi chłopaka, obiecuje wprowadzić go w swój biznes...

## Obsada
- Justin Timberlake[2] jako Richie Furst
- Gemma Arterton[3] jako Rebecca Shafran[4]
- Anthony Mackie[2] jako agent Shavers
- Ben Affleck[2] jako Ivan Block
- David Costabile[5] jako profesor Hornstein
- Sam Palladio jako Shecky
- Oliver Cooper[2] jako Andrew Cronin[4]
- Ben Schwartz jako Craig
- Louis Lombardi jako Archie

i inni